# موزه خانگی واقف مصطفی‌زاده
موزه خانگی واقف مصطفی‌زاده (به ترکی آذربایجانی- Vaqif Mustafazadənin ev-muzeyi) در بخش قدیمی باکو- شهر قدیمی واقع است. در این خانه آهنگساز، پیانوزن و بنیان‌گذار سبک موغام- جاز واقف مصطفی‌زاده زندگی کرده‌است.

## تاریخ موزه
این موزه یادبود در ۲۸ ژوئیه سال ۱۹۸۹ تأسیس شده‌است و در سال ۱۹۹۴ به شعبه موزهٔ دولتی فرهنگ موسیقی جمهوری آذربایجان تبدیل شده‌است.
در میان سال‌های ۱۹۸۹ الی ۱۹۹۷، «زیور علی‌اوا» مدیریت این موزه را عهده‌دار بوده‌است.
مراسم افتتاحیه موزه خا‍نگی واقف مصطفی‌زاده در ۱۶ مارس سال ۲۰۰۵، در شصت و پنجمین سالروز وی برگزار شده‌است. ایده ابدی سازی یاد واقف مصطفی‌زاده را مادر وی «زیور علی‌اوا» مطرح نموده‌است.
پس از درگذشت خانم زیور، «آفاق علی‌اوا» دختر دایی واقف مصطفی‌زاده، مدیریت این موزه را عهده‌دار شد.

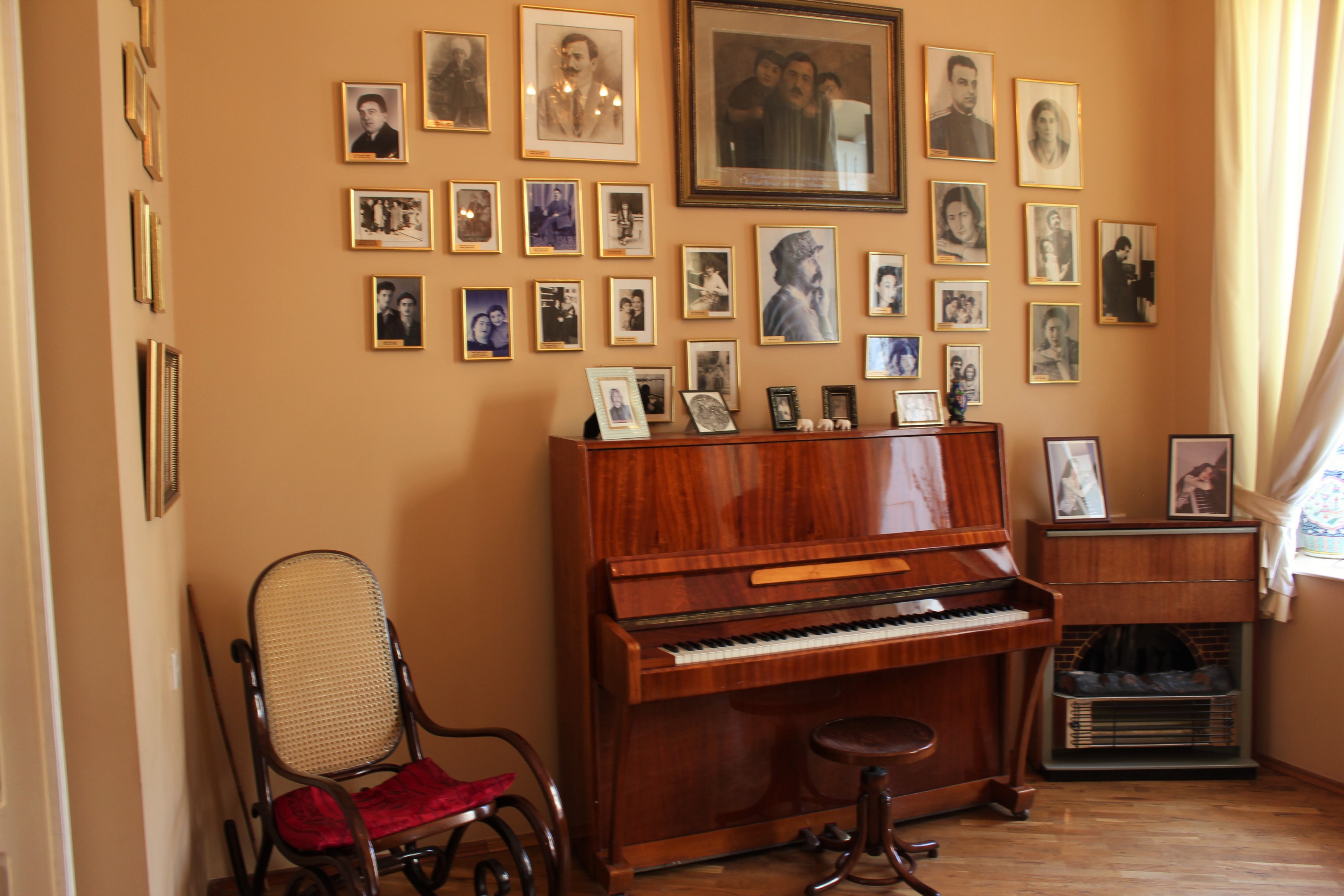
نمای داخلی موزه خانگی.اتاق نشیمن
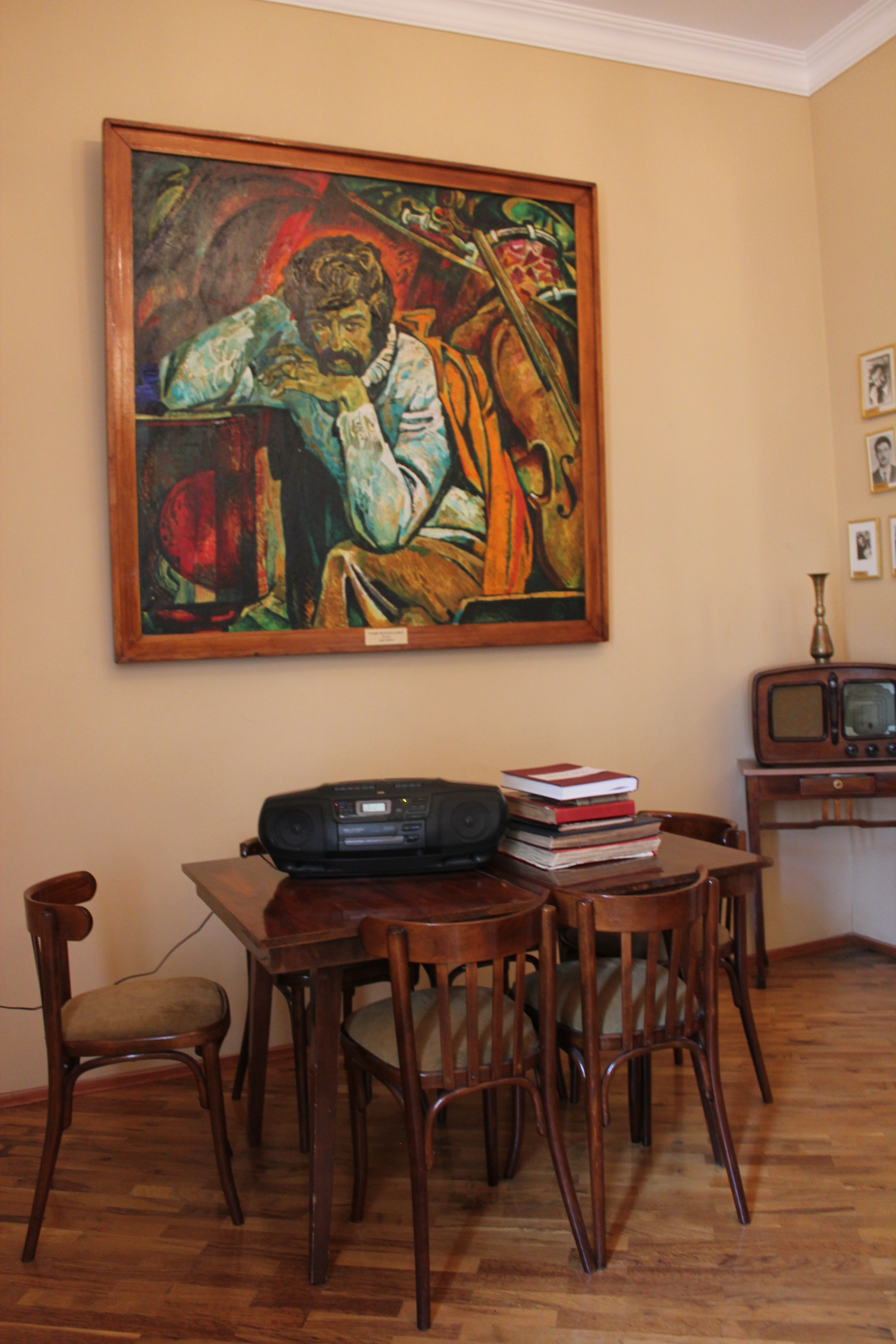
اتاق نشیمن
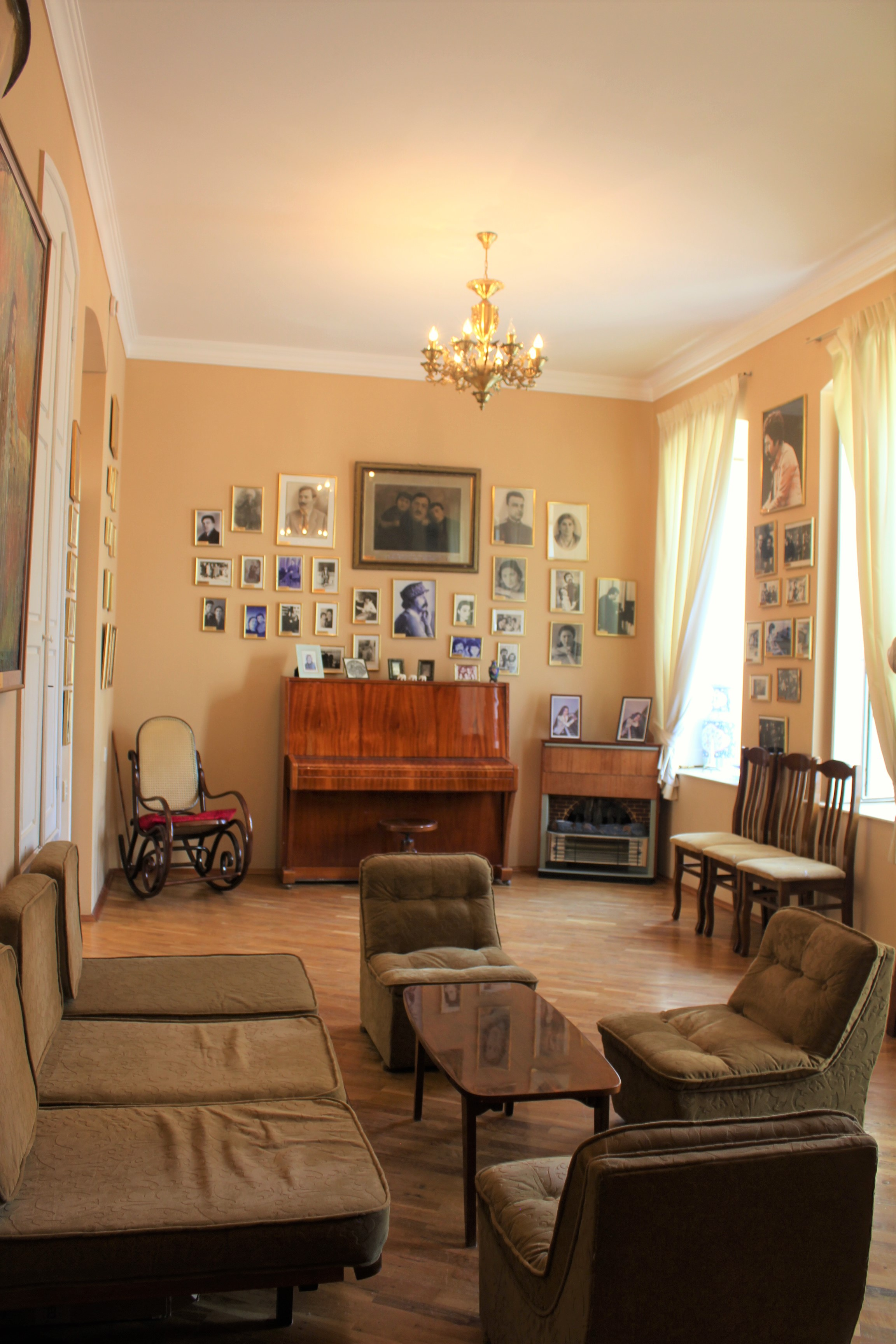
نمای داخلی موزه خانگی.اتاق نشیمن
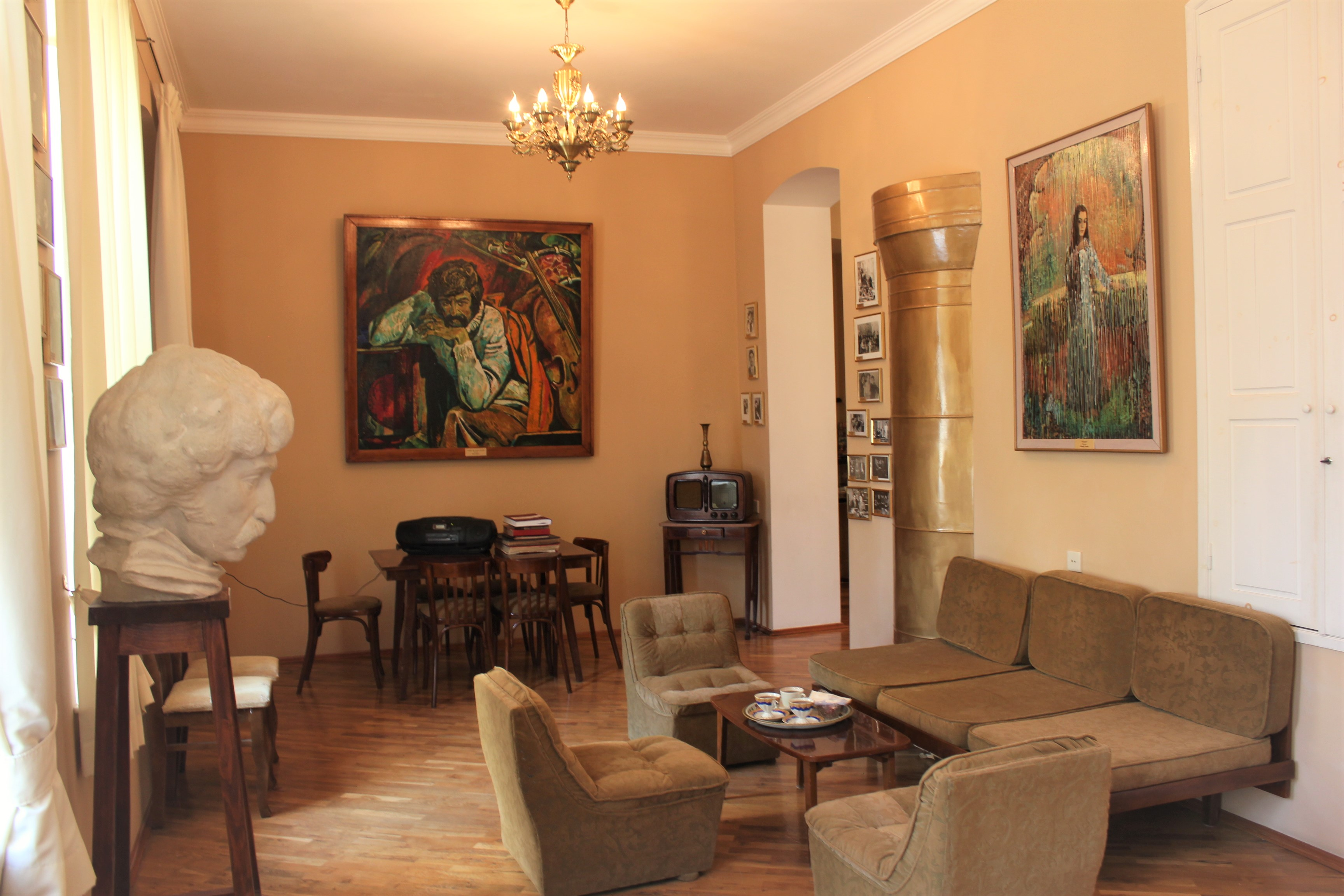
نمای داخلی موزه خانگی.اتاق نشیمن
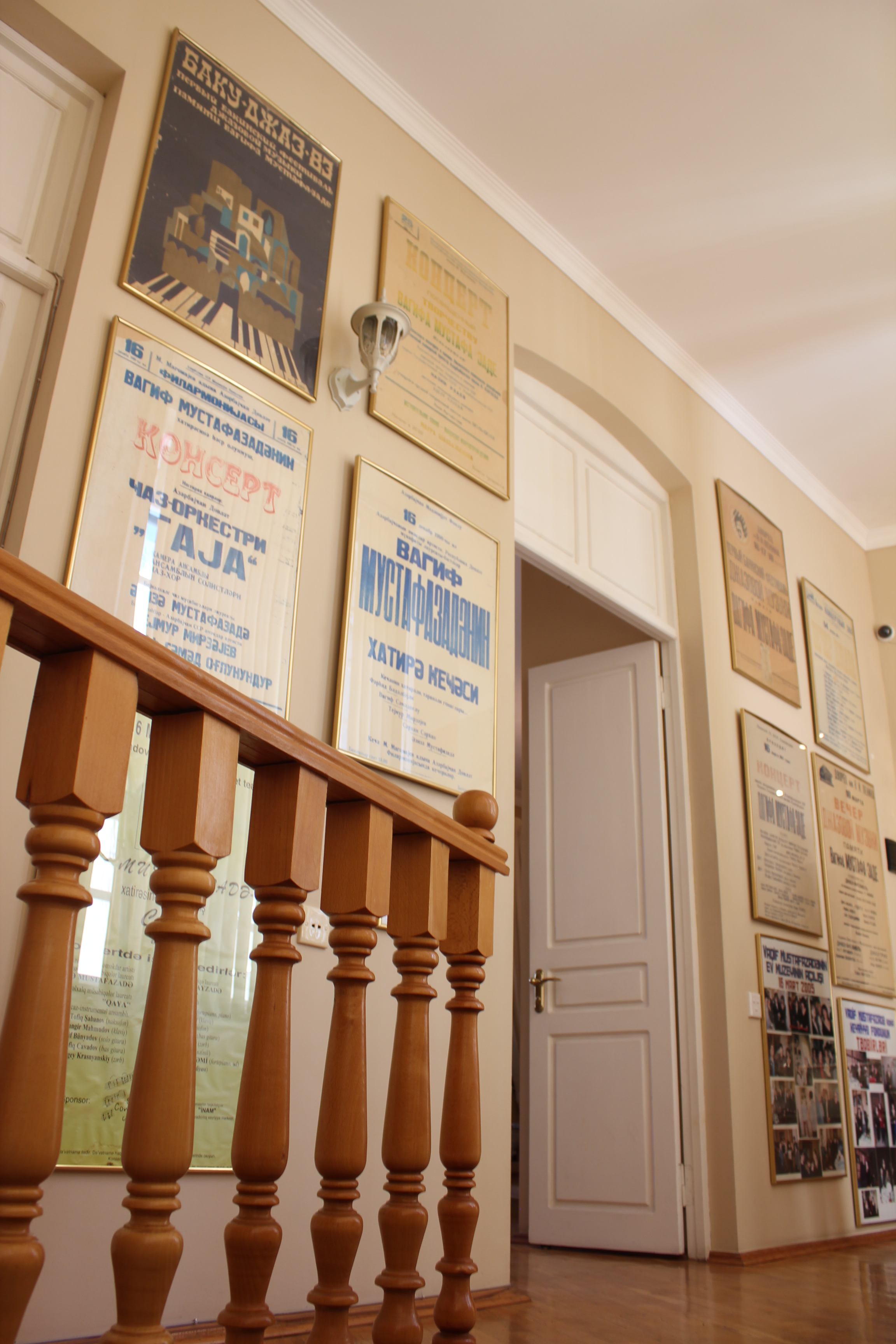
راهرو

## نمایشگاه
این موزه خانگی به گرامی داشت یاد واقف مصطفی‌زاده، آهنگساز و پیانوزن برجسته آذربایجانی تأسیس شده‌است. این موزه ۳ اتاقه دربرگیرنده ۱۲۱۴ اشیاء نمایشی در رابطه با زندگی و فعالیت واقف مصطفی‌زاده همچون عکس‌ها، پوسترها، لوح‌های فشرده، اسناد و لوازم شخصی می‌باشد.
در زاویه چپی خانهپیانو کوچک واقف و دخترش «عزیزه» گذاشته شده که قبلاً به مادرش «زیور علی اوا» تعلق داشت.

## نگارخانه

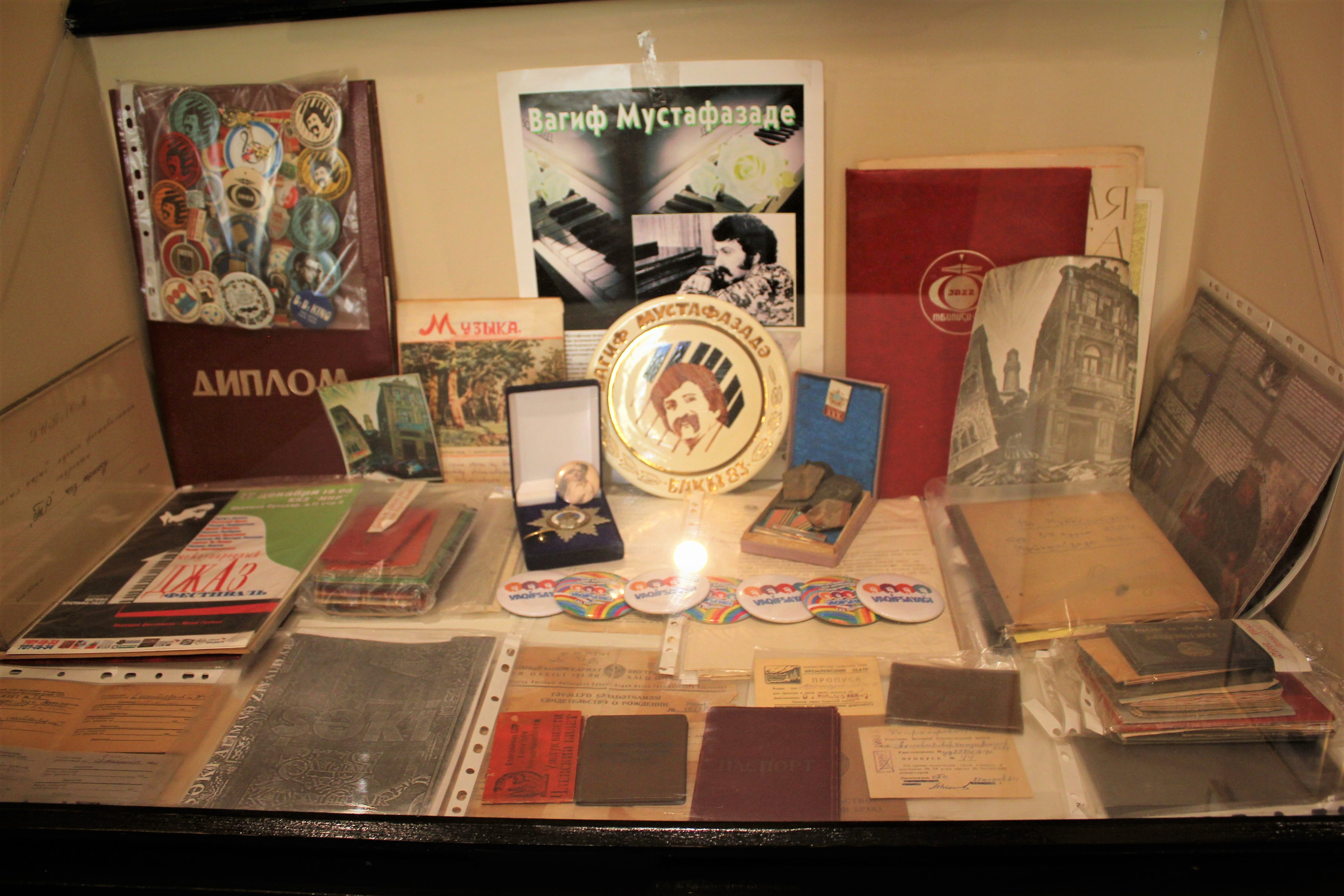
نشانهای واقف مصطفی‌زاده، کارت دانشجویی و مدرکش
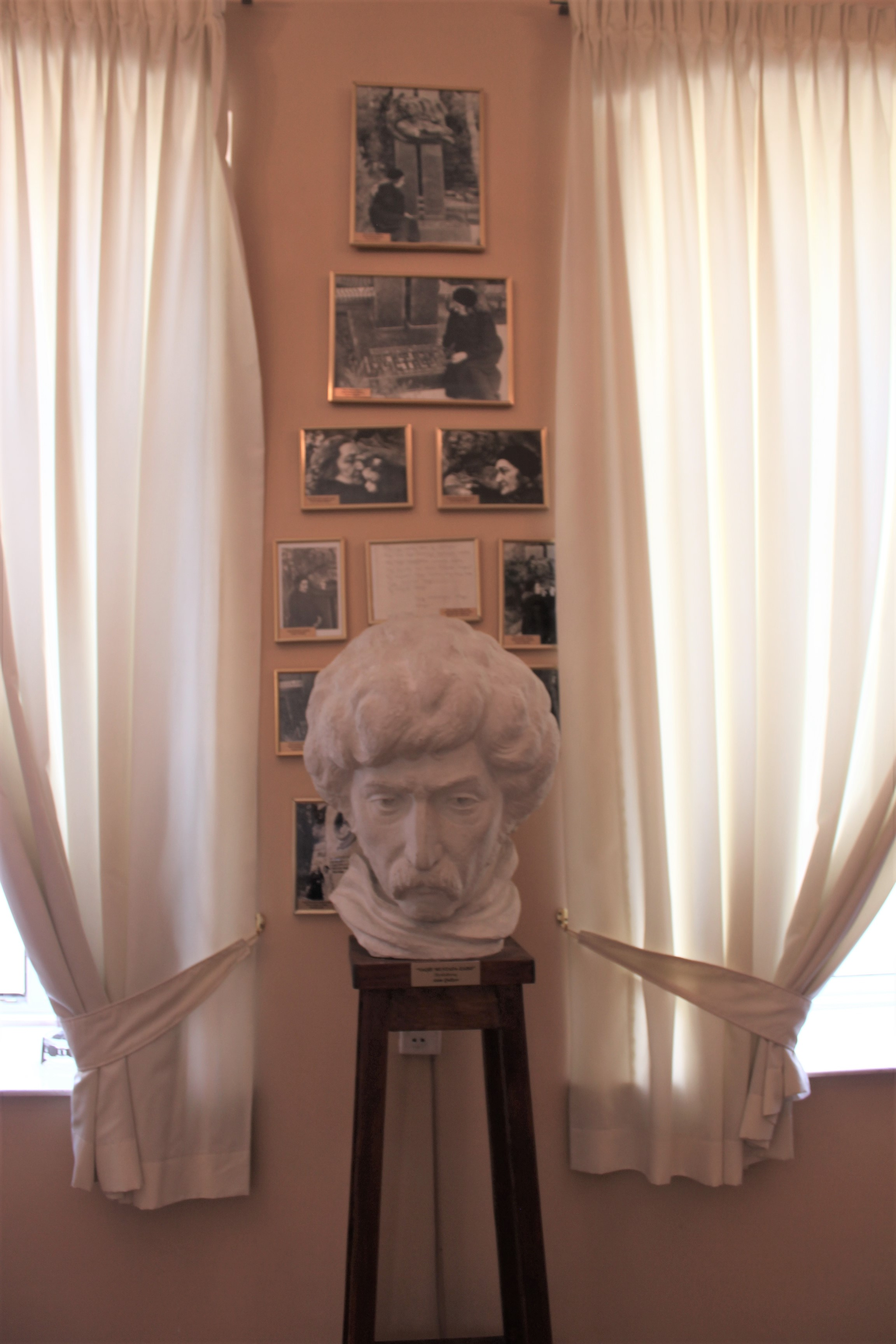
تندیس واقف مصطفی‌زاده
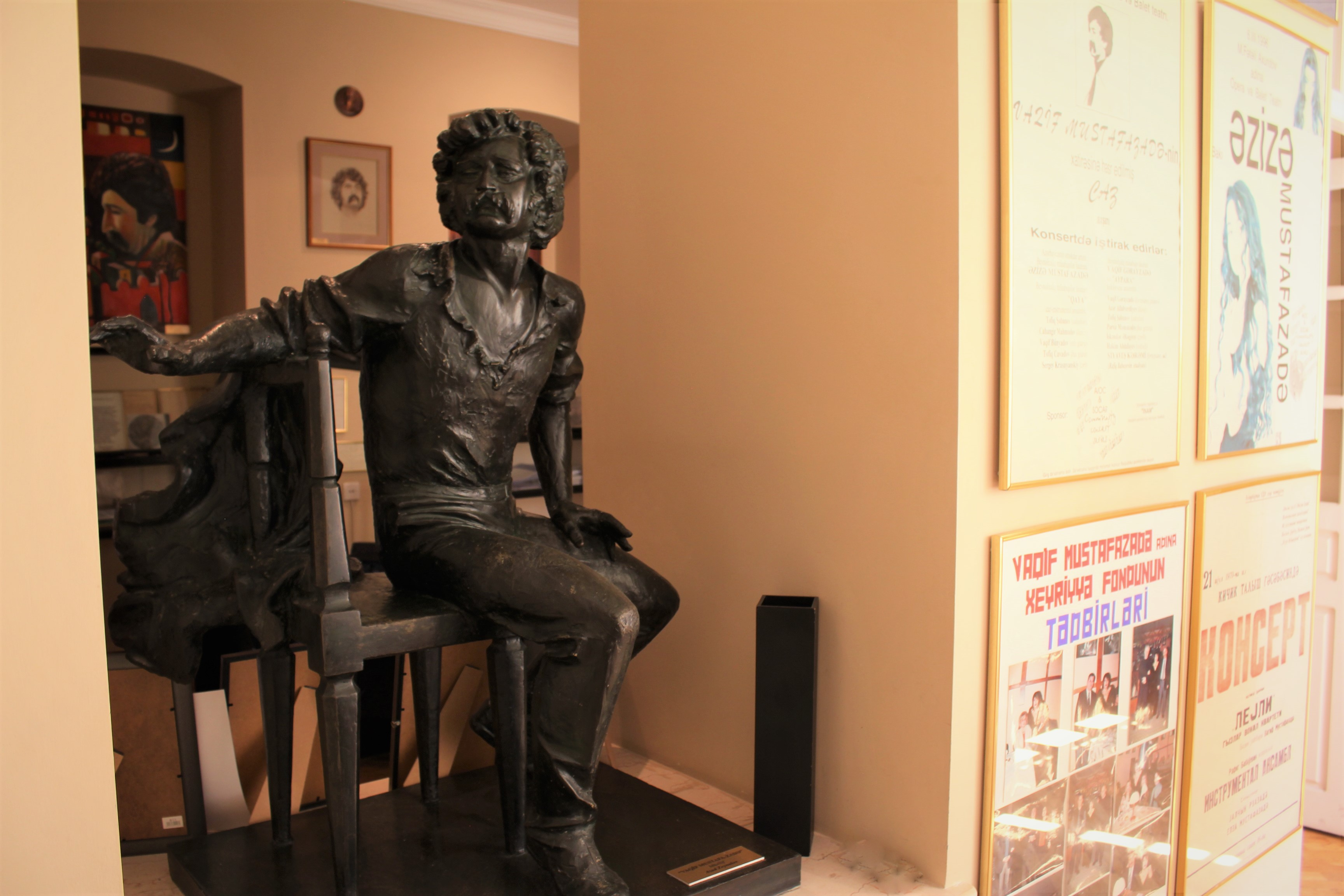
راهرو
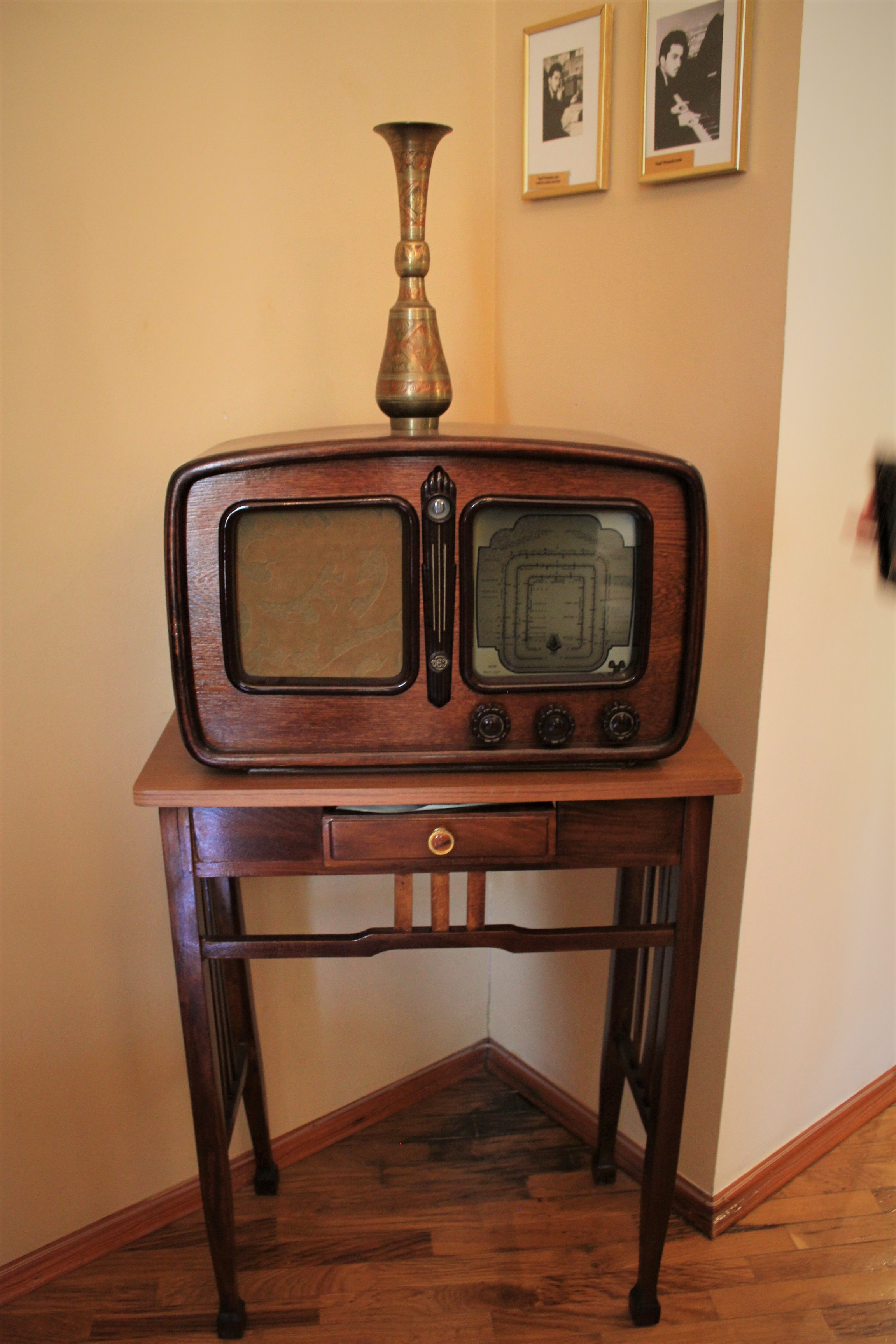
رادیوی محبوب واقف مصطفی‌زاده